# گرادیان
در حسابان بردارها گرادیان (به فرانسوی: Gradient) یا شیو یک میدان نرده‌ای، میدانی برداری است که مؤلفه‌های آن نرخ تغییر میدان نخستین را در جهت‌های مختلف نشان می‌دهد. جهت خود میدان برداری گرادیان جهت بیشینهٔ تغییرات است.
به تعبیر دیگر برداری که اندازه و جهت حداکثر نرخ فضائی تغییر یک کمیت عددی را نمایش می‌دهد، گرادیان آن کمیت عددی تعریف می‌کنیم.
{\displaystyle \nabla f=\left({\frac {\partial f}{\partial x_{1}}},\dots ,{\frac {\partial f}{\partial x_{n}}}\right)}
در حالت خاص برای اسکالر ‎{\displaystyle f(x,y,z)}‎، گرادیان f در دستگاه کارتزین به صورت زیر نوشته می‌شود:
{\displaystyle {\mbox{grad}}\,f={\partial f \over \partial x}\mathbf {i} +{\partial f \over \partial y}\mathbf {j} +{\partial f \over \partial z}\mathbf {k} =\nabla f}

## تعبیر فیزیکی
{\displaystyle \nabla \phi } برداری است در جهت بیشینه آهنگ تغییر فضایی {\displaystyle \phi } و همواره بر سطح {\displaystyle \phi =cte} عمود است؛ مثلاً گرادیان سرعت برابر نیروی محرکه است.

## در دستگاه مختصات مختلف
در دستگاه مختصات دکارتی (کارتزین) گرادیان برابر است با:
{\displaystyle \nabla f(x,y,z)={\begin{pmatrix}{\frac {\partial f}{\partial x}},{\frac {\partial f}{\partial y}},{\frac {\partial f}{\partial z}}\end{pmatrix}}}
و در دستگاه مختصات استوانه‌ای:
{\displaystyle \nabla f(\rho ,\theta ,z)={\begin{pmatrix}{\frac {\partial f}{\partial \rho }},{{\frac {1}{\rho }}{\frac {\partial f}{\partial \theta }}},{\frac {\partial f}{\partial z}}\end{pmatrix}}}
و در دستگاه مختصات کروی عبارت است از:
{\displaystyle \nabla f(r,\theta ,\phi )={\begin{pmatrix}{\frac {\partial f}{\partial r}},{{\frac {1}{r}}{\frac {\partial f}{\partial \theta }}},{{\frac {1}{r\sin \theta }}{\frac {\partial f}{\partial \phi }}}\end{pmatrix}}}

## برخی خواص
اگر {\displaystyle f} و {\displaystyle g} دو اسکالر باشند، آنگاه گرادیان {\displaystyle fg} برابر است با:
{\displaystyle \nabla (fg)=f\nabla g+g\nabla f}
و اگر {\displaystyle {\vec {u}}} و {\displaystyle {\vec {v}}} دو تابع برداری باشند، گرادیان {\displaystyle {\vec {u}}\cdot {\vec {v}}}
{\displaystyle \nabla ({\vec {u}}\cdot {\vec {v}})=({\vec {u}}\cdot \nabla ){\vec {v}}+({\vec {v}}\cdot \nabla ){\vec {u}}+{\vec {u}}\times (\nabla \times {\vec {v}})+{\vec {v}}\times (\nabla \times {\vec {u}})}

## مثال
به عنوان مثال :
گرادیان {\displaystyle f(x,y,z)=\ 2x+3y^{2}-\sin(z)} 
برابر است با:
{\displaystyle \nabla f={\begin{pmatrix}{\frac {\partial f}{\partial x}},{\frac {\partial f}{\partial y}},{\frac {\partial f}{\partial z}}\end{pmatrix}}={\begin{pmatrix}{2},{6y},{-\cos(z)}\end{pmatrix}}}